# ISDB
ISDB（Integrated Services Digital Broadcasting、統合ディジタル放送サービス）は、日本放送協会（NHK）が中心となって開発し、日本、フィリピン、中南米諸国が採用するデジタル放送の方式である。衛星デジタル放送用のISDB-S、地上デジタル放送用のISDB-T、地上デジタル音声放送用のISDB-TSB、デジタルケーブルテレビ用のISDB-C等がある。
日本の仕様と区別してISDB規格の国際方式を指す場合、ISDB-T Internationalの名称が用いられ、主に南米で採用されている方式については、ISDB-TB（ISDB-Tb）やSBTVDと呼ばれている。これらの国際方式については、本項のISDB-T Internationalを参照のこと。

## 概要
デジタル放送方式の一つ。複数の放送が一つの送信機から放送される点でDABなどのようなデジタルラジオの規格や同じデジタルテレビ放送方式であるATSCやDVB-Tとも共通点が多い。実際の運用においては未使用（空き）のテレビ周波数チャンネルを用いて運用される。このアプローチはテレビ放送においては他の国でも見られるが、ラジオ放送については他の国では見られたことはなかった。

## 方式
- 映像符号化方式：MPEG-2 Video（MP@HL/H14L/ML）、MPEG-4 AVC[注釈 1]（High4:2:2 プロファイル[注釈 2]）
- 音声符号化方式：MPEG-2 AAC、MPEG-2 BC[注釈 3]、MPEG-4 ALS[注釈 4]
- データ符号化方式：BML
- スクランブル方式（限定受信方式）：MULTI2

なお、地上デジタル放送の携帯電話・移動体端末向けの1セグメント部分受信サービス（ワンセグ）での映像符号化方式はMPEG-4 AVCである（当初計画ではMPEG-4となっていたが特許料の安いこの方式になった）。
従来のアナログハイビジョン（MUSE方式）では60フィールド/秒（30フレーム/秒）だが、デジタルハイビジョンでは59.94フィールド/秒（29.97フレーム/秒）である（インターレース走査時）。映像フォーマット（画面解像度） は次の通り（インターレース=飛び越し走査、プログレッシブ=順次走査）。
2009年7月29日のARIB STD-B32「デジタル放送における映像符号化、音声符号化及び多重化方式」2.2版より、高度衛星デジタル放送方式に関連する規定が追加され、UHDTVフォーマット（Ultra High Definition TV）の「UHDTV 1」相当（水平3840画素×垂直2160ライン）の映像入力フォーマット及び最大22.2チャンネルの音声入力信号に対応した。
| 映像フォーマット | 走査線数 | 有効走査線数 | 水平画素数 | 垂直画素数 | 走査方式       | フレームレート | 画面の横縦比 |
| ---------------- | -------- | ------------ | ---------- | ---------- | -------------- | -------------- | ------------ |
| 480/60/i         | 525本    | 483本        | 720        | 480        | インターレース | 29.97 Hz       | 16:9又は4:3  |
| 480/60/p         | 525本    | 483本        | 720        | 480        | プログレッシブ | 59.94 Hz       | 16:9         |
| 720/60/p         | 750本    | 720本        | 1280       | 720        | プログレッシブ | 59.94 Hz       | 16:9         |
| 1080/60/i        | 1125本   | 1080本       | 1920 1440  | 1080       | インターレース | 29.97 Hz       | 16:9         |
| 1080/60/p        | 1125本   | 1080本       | 1920       | 1080       | プログレッシブ | 59.94 Hz       | 16:9         |
| 2160/60/p        | 規定なし | 2160本       | 3840       | 2160       | プログレッシブ | 59.94 Hz       | 16:9         |

なお放送局側の事情により、映像部分がノーマルサイズ（4:3）のものをハイビジョン用のワイド映像信号（16:9）に変換（詳細は映像のコンバートを参照）して放送する場合がある。この場合、多くのノーマルサイズテレビの視聴では上下左右に黒幕が付き額縁のように表示されてしまう（詳細は額縁放送を参照）。ただし、放送局側が識別信号を事前に入れることによってノーマルサイズ（4:3）映像への自動変換表示を受信機側に促すことが可能。また受信機（テレビ・単体チューナー）側に機能（「サイドカット」・「ズーム」及び「パンスキャン」などの名称）が搭載されていれば、前述の識別信号の有無によらずに同様に手動操作による変換表示が可能である。

### ISDB-S
ISDB for Satellite（衛星）の略。BSデジタルテレビ放送、BSデジタル音声放送、110度CSデジタル放送で使用されている。
- 最初にBSデジタル放送が開始された2000年の段階では液晶ハイビジョンテレビがほとんど流通していなかったため、1080i画質が基本となった。
- 伝送路符号化方式はシングルキャリア、時分割多重（TDM）方式。
- BS/CS110/地上波すべての放送の独自スクランブル化。番組ごとにスクランブルをかける放送局（WOWOW、スターチャンネル、J SPORTSなど）にも対応。
- 変調方式はTC8PSK（トレリス符号化8相位相変調）、QPSK（四位相偏移変調）、BPSK（二位相偏移変調）。
- 1チャンネル（トランスポンダ）は48スロットから構成される。1スロットの伝送容量は標準で約1.08Mbps。
- フルハイビジョン放送 (フルHD) では20 - 24スロット、ハイビジョン放送 (HD) では12 - 16スロット、NTSC画質（SD）では6スロットの割当で開始された。チャンネル構成の変更に伴いハイビジョンは12 - 24スロット、NTSC画質（SD）では6スロットと事業者ごとに割当数が異なる。
- 画面モードはハイビジョン（HD） 1080i（1920×1080または1440×1080）、720p、NTSC画質（SD） 480i、480p。
- 双方向通信のために電話端子が装備される。地上デジタル放送対応機種にあるLAN端子も使われているうえで、接続された回線が電話回線かLAN端子かのどちらかを内部的に区別できる仕様。電話回線の場合は2024年現在双方向放送に参加することができないなど、一部制約がある。
- 限定受信方式として、最初期に発売されたBSデジタル放送のみを受信できるテレビ・チューナーであってもB-CASを採用し、チップ内蔵型のACASでない限りはB-CASカード挿入口をチューナーに内蔵する必要がある。B-CASと双方向通信によってペイパービューを一部チャンネル下で使用できるようにする。
- MPEG-2 AAC音源による2ch、5.1ch音源出力のデコードを受信機側で行う機能(2chのみ必須）。
- Gガイドの受信(ISDB-T同様)。
- BSデジタル放送のみ、降雨対応放送の規格が存在。
- BMLで構築されたデータ放送が使用できる。また、データ放送などで使用する赤・青・黄・緑色のボタンをリモコン側に搭載する。
- ARIB STD-B20「衛星デジタル放送の伝送方式」で規定[2]。

### ISDB-S3
ISDB for Satellite, 3rd generation （衛星第三世代）の略。BS4K放送、BS8K放送、CS4K放送（スカパー!では終了済み）に使用。
- ACASチップを内蔵したチューナーが必須（B-CASカードのみの視聴端末では見ることができない）。
- 変調方式はπ/2シフトBPSK、QPSK、8PSK、16APSK、32APSK（民間規格のみ）。
- HDR画質は1080i、1080p、2160p、4320p。画素ビットは10bit(HLG)。
- 映像圧縮方式はHEVC。
- MPEG4-AAC(Advanced Audio Coding)およびMPEG4-ALS(Audio Lossless Coding)が音源に使用。24bit音源に対応。7.1ch、22.2ch音源同時出力に新たに対応し、AACによるサラウンド音源の出力を行う場合は下位規格のサラウンド音源のサイマル出力も必須。ALSの場合はAAC 5.1chおよび2chどちらかのサイマル出力が必須。
- 多重化方式はMMT (MPEG Media Transport)およびTLV(Type Length Value)。
- うるう秒調整に理論上対応。また、緊急ニュース速報発生時に受信機に速報を知らせる規定が追加。
- データ放送はNHKがISDB-S、ISDB-Tで以前から配信しているHybridcastと同じレベルに解像度が上昇。

### ISDB-T

地上デジタル放送のUHF帯のチャンネル（物理チャンネル）割当て、チャンネル内のセグメント配置およびマルチ編成のセグメント割当ての階層図式例
1. ワンセグはセグメント1個を使用、フルハイビジョン（HDTV）は12個を使い番組1本。
2. またマルチ編成の複数番組同時放送の場合は中画質でセグメント8個と標準画質として4個を使い番組2本。
3. さらにマルチ編成として標準画質（SDTV）でセグメント4個ずつ使う番組3本。

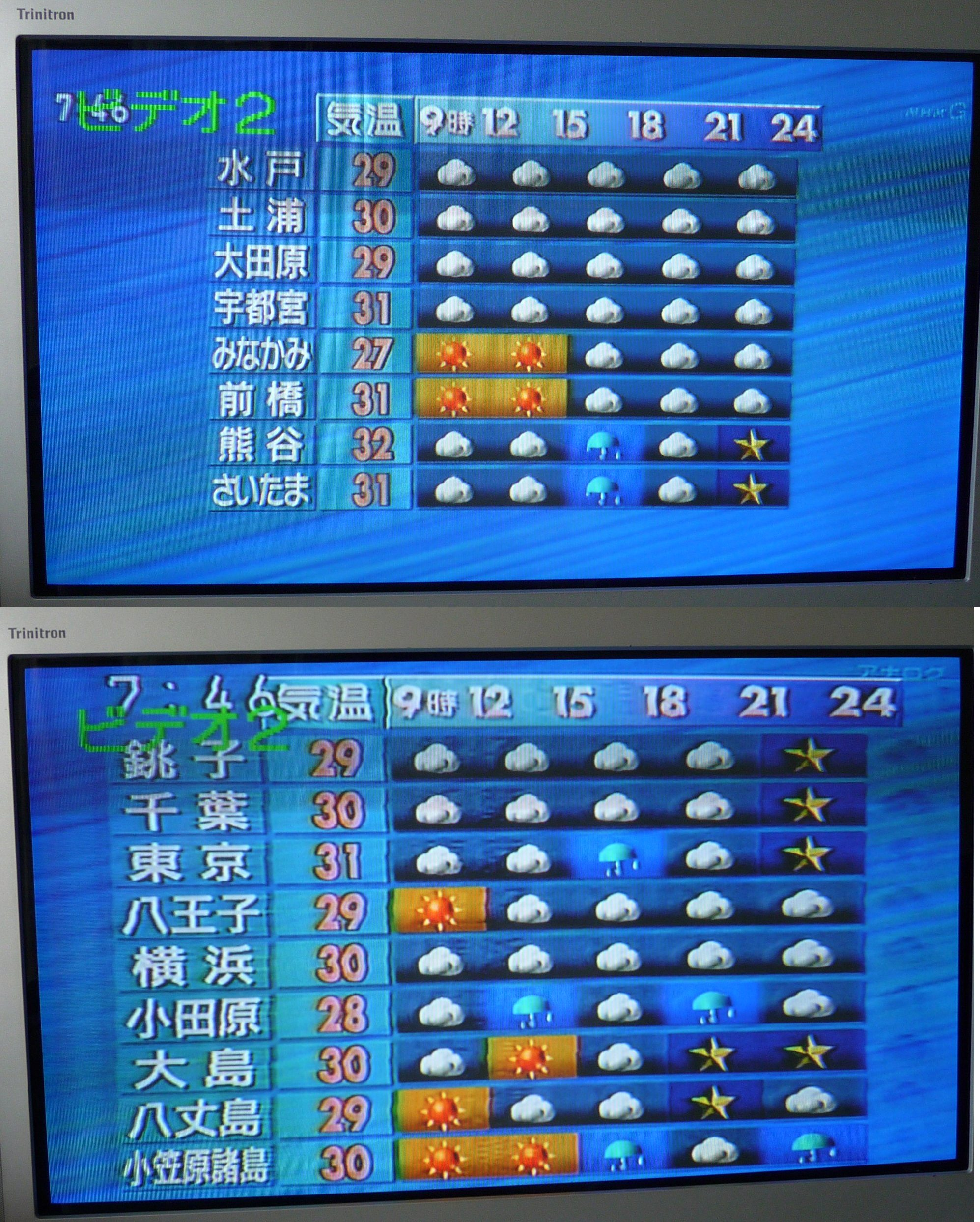
地デジ放送-ISDB-T（上）と地上アナログ放送-NTSC（下）の画面の品質の比較の例。 地デジの文字や縦線の歪みは見られないが、アナログ放送は歪んでいる。(2008年9月撮影)

ISDB for Terrestrial Television Broadcasting（地上テレビジョン放送）の略 で、「13個のOFDMセグメントで伝送帯域を構成する地上デジタルテレビジョン放送の放送方式」と定義 されている。地上デジタルテレビ放送で使用されている。
- 極超短波（UHF）の周波数 470 - 710MHzの周波数帯を使用し40のチャンネルを設け、これらを「物理チャンネル」Ch.13 - 52と呼ぶ[注釈 7]。
- 視聴する際には物理チャンネルとは別の「リモコンチャンネル番号（リモコンキーID）」、ボタン1 - 12などが用いられる。例えば東京スカイツリーから受信する関東平野ではNHK総合はリモコンキーID「1」、チャンネル番号011・012・013、物理チャンネル27chである。
- 各物理チャンネルごとの伝送路符号化方式はマルチキャリア、直交周波数分割多重（OFDM）方式。3つのOFDMキャリア間隔を持ち、それぞれモード1・2・3と区別される。モード1はサブキャリア間隔が3.968 kHz、モード2は1.984 kHz、モード3は0.992 kHzである。このうちISDB-Tではモード3が使用される。
- 12個のスロットのみで最大三つのチャンネルに分離させ、サブチャンネルとしてSD画質で放送できる。分離時はメインチャンネルもSD画質となる。
- 変調方式は64QAM・16QAM・QPSK・DQPSK。
- 1チャンネルの周波数帯域（6 MHz）は13の帯域（約5.57 MHz）とガードバンドに分割されている。分割された帯域をセグメントと呼ぶ。ISDB-Sのスロットは時間領域での分割単位であるのに対して、セグメントは周波数領域での分割単位と考えると理解しやすい。
- 1セグメントは約429 kHzで、4つの変調方式のうち任意の3種類のいずれかをそれぞれのセグメントで指定できる。キャリア間隔は0.992 kHzなので、1セグメントあたり432本のキャリアを持つ。このうち制御用に48本を使用するため、データは384本で搬送される。
- 地上デジタルテレビ放送では13セグメント使用されているが、将来的には拡大できる。双方向通信は電話端子とLAN端子が装備される。
- 携帯端末向け放送は中央の1セグメントで行われる（通称：ワンセグ）。
- ハイビジョン（HDTV）の送信は中央の1つを除く12セグメントを使用。現行の地上デジタル放送の送信パラメータ（モード3、ガードインターバル長は126マイクロ秒、搬送波の変調方式は64QAM、畳み込み符号化率（符号長と情報長の比）は3/4）で計算した場合、伝送情報量は12セグメントで16.851Mbpsとなる。なお、NTSC画質（SD）での送信では3セグメント-12セグメントの範囲を事情に合わせて可変的に運用する。
- 画面モードはハイビジョン（HD） 1080i（1440×1080または1920×1080）、NTSC画質（SD） 480i、480p、ワンセグ352×480（最大）。
- 限定受信方式として、B-CASあるいはTRMPを採用する。

|                    | 方式                                                                    | ARIB規格番号    | ITU-R勧告        |
| ------------------ | ----------------------------------------------------------------------- | --------------- | ---------------- |
| 映像符号化方式     | MPEG-2 Video（ISO/IEC 13818-2）                                         | STD-B32         | BT.1208          |
| 音声符号化方式     | MPEG-2 AAC（ISO/IEC 13818-7）                                           | STD-B32         | BS.1115          |
| データ符号化方式   | BML（XHTMLをベース）                                                    | STD-B24         | BT.1699          |
| 多重化方式         | MPEG-2 Systems（ISO/IEC 13818-1）                                       | STD-B10 STD-B32 | BT.1300 BT.1209  |
| 限定受信方式       | ARIB限定受信方式 (B-CAS) - 暗号化:MULTI2                                | STD-B25         |                  |
| チャンネル帯域幅   | 6 MHz（7 MHz・8MHzも有効）                                              | STD-B31         | BT.1306 System C |
| 伝送路符号化方式   | OFDMセグメント（13セグメント/チャンネル）                               | STD-B31         | BT.1306 System C |
| キャリア変調方式   | QPSK・16QAM・64QAM・DQPSK                                               | STD-B31         | BT.1306 System C |
| モード             | モード1・モード2・モード3                                               | STD-B31         | BT.1306 System C |
| ガードインターバル | 1/4・1/8・1/16・1/32                                                    | STD-B31         | BT.1306 System C |
| 内符号誤り訂正     | 畳み込み符号（符号化率：1/2・2/3・3/4・5/6・7/8）                       | STD-B31         | BT.1306 System C |
| 外符号誤り訂正     | リード・ソロモン符号（204・188、t=8）                                   | STD-B31         | BT.1306 System C |
| 情報レート         | 6 MHz：3.7 - 23.2Mbit/s 7 MHz：4.3 - 27.1Mbit/s 8 MHz：4.9 - 31.0Mbit/s | STD-B31         | BT.1306 System C |

#### ISDB-T International
ISDB-T International とは、ISDB-T を国際仕様に改めた方式であり、日本でしか採用されていないICカードによる著作権・視聴国保護を省いたもの。南アメリカ大陸地域を中心に普及したことから、「南米方式」と呼ばれる。変調方式などはISDB-Tを基礎としつつも、トランスポートストリーム層の動画圧縮技術に、従来のMPEG-2に代わってH.264/MPEG-4 AVCを採用する等の改良が加えられている。
最初にブラジルで採用された事から、南米地域の一部においてはSBTVD（ポルトガル語: Sistema Brasileiro de Televisão Digital、別名：SBTVD-T：SBTVD Terrestre）と呼ばれており、ブラジルを含む南米各国で採用されつつある。SBTVDという名称にはブラジルの国名が含まれるため、通常は国際規格名称であるISDB-T（ITU-R勧告BT.1306 System C）を用い、特に南米で採用されているブラジル方式（日伯方式）として区別する場合は ISDB-TB（ISDB-T Brazil） やSBTVDと表記する。

##### 経緯と展望
ブラジルは地上アナログ放送にはPAL-M方式を用いている。2003年の段階で一旦は独自方式の開発を決定したが、そのための資金や人的・時間的資源が不十分であることから2005年にそれを断念。2006年4月13日、ブラジル政府のアモリン外相、コスタ通信相、フルラン開発商工相ら閣僚による使節団と麻生太郎外務大臣（当時）の間でデジタル放送に関する覚書が調印され2006年6月29日、SBTVD方式の採用を正式に決定した。2007年12月3日のサンパウロでの商業放送開始を皮切りに2009年12月31日には各州都で、2013年12月31日には全市町村での放送を開始する。アナログ停波は2016年6月29日を予定。
ISDB-T Internationalは、ISDB-Tの国際方式として世界各国での採用を目指し、実際に2009年4月にペルー（2010年3月放送開始）、2009年8月にアルゼンチン（2010年4月放送開始）、2009年9月にチリ、2009年10月にベネズエラ、2010年3月にエクアドル、2010年5月にコスタリカ、2010年6月にパラグアイ 及びフィリピン、2010年7月にボリビア、2010年12月にウルグアイ、2011年10月にモルディブ、2013年2月にボツワナ、2013年5月30日にグアテマラ、2013年9月26日にホンジュラス が採用を決定した。

地上デジタルテレビ方式の分布図。ISDB-T採用国は緑で示している。

|                  | 方式                                        |
| ---------------- | ------------------------------------------- |
| 映像符号化方式   | MPEG-4 AVC（ISO/IEC 14496-10） HP@Level 4.0 |
| 音声符号化方式   | MPEG-4 AAC（ISO/IEC 14496-3）               |
| データ符号化方式 | GINGA-NCL                                   |
| 多重化方式       | MPEG-2 Systems（ISO/IEC 13818-1）           |
| 限定受信方式     | なし                                        |

##### 採用国
放送方式として採用した国および採用決定と放送開始年月日
- ブラジル（2006年6月29日採用決定、2007年12月2日放送開始）
- ペルー（2009年4月23日採用決定、2010年3月30日放送開始）
- アルゼンチン（2009年8月28日採用決定、2010年4月28日放送開始）
- チリ（2009年9月14日採用決定、2010年9月14日放送開始）
- ベネズエラ（2009年10月6日採用決定、2013年2月20日放送開始）
- エクアドル（2010年3月26日採用決定）
- コスタリカ（2010年5月25日採用決定、2012年3月19日放送開始[28]）
- パラグアイ（2010年6月1日採用、2011年8月15日放送開始）
- フィリピン（2010年6月11日採用決定、2013年11月5日再表明、2015年2月11日放送開始）
- ボリビア（2010年7月5日採用決定、2011年6月放送開始）
- ウルグアイ（2010年12月27日採用決定、2012年8月放送開始）
- モルディブ（2011年10月19日採用決定）
- ボツワナ（2013年2月26日採用決定）
- グアテマラ（2013年5月30日採用決定）[23]
- ホンジュラス（2013年9月26日採用決定）[24]
- スリランカ（2014年5月20日採用決定）[29]
- ニカラグア（2015年8月4日採用決定）[30]
- エルサルバドル（2017年1月20日採用決定）[31]
- アンゴラ（2019年3月20日採用決定）[32]

##### 試験放送実施国
試験放送実施中の国
- アンゴラ[33][34]
- モザンビーク[34]
- キューバ[35]
- ベリーズ

### ISDB-T 1-seg
「携帯電話・移動体端末向けの1セグメント部分受信サービス」（ワンセグ）で使用されている。

### ISDB-TSB
ISDB for Terrestrial Sound Broadcastingの略 であり、「1個又は3個のOFDMセグメントで伝送帯域を構成する地上デジタル音声放送の放送方式」と定義 されている。かつて地上デジタル音声放送（地上デジタルラジオ）で使用されており一時消滅するも、i-dioで再び使用されるようになった。
ISDB-Tの移動体向け放送（1セグメント放送）と基本的に同じであり、1セグメントもしくは3セグメントを利用する。
- 1セグメントは430 kHz。移動体に適した変調方式を用いた場合の伝送量は280kbps。
- 音声圧縮方式はMPEG-2 AACを採用。
- ARIB STD-B29「地上デジタル音声放送の伝送方式」（リンク先は規格の概要） で伝送方式が規定、ARIB STD-B30「地上デジタル音声放送用受信装置標準規格（望ましい仕様）」 で受信装置の望ましい仕様が記載されている。
- ARIB TR-B13「地上デジタル音声放送運用規定」 は、地上デジタル音声放送実用化試験放送の終了によって実運用上使用されておらず、今後も使用される可能性がないため廃止された。

### ISDB-C
ISDB for Cableの略。デジタルケーブルテレビ向けの規格。日本CATV技術協会が中心となって策定された。デジタル放送の再送信の際に変調方式を変えないパススルー方式と、64QAMもしくは256QAMに変換するトランスモジュレーション方式の2種がある。パススルーとトランスモジュレーションの違いは、ケーブルテレビ#伝送方式を参照。B-CASカードは「ケーブルテレビ専用」の橙色のカードを使用する。

### ISDB-Tmm
ISDB-T for mobile multimedia（移動体マルチメディア向け）の略。モバイルマルチメディア放送の規格。ISDB-T・ISDB-TSBにプッシュキャスト（蓄積型放送）機能を追加し、また動的にセグメント配分・使用セグメント数を変えることで。帯域を有効活用することができる。プッシュキャストではコンテンツ配信も可能で、有料配信サービスも可能。mmbi（旧：株式会社マルチメディア放送）により規格策定・実証実験が行われた後、2012年にサービスが開始（サービス名：NOTTV）された。
2010年9月9日、総務省はISDB-Tmm方式を提言していた株式会社マルチメディア放送に2011年7月のアナログテレビ放送停波後に空く207.5 MHz-222MHzの周波数帯を使用する特定基地局の開設計画の認定を行った。株式会社マルチメディア放送による関東地域でのサービス開始は、東京スカイツリーの開業に合わせたいとしている。なお、同様の機能を持つMediaFLO方式を推進していたメディアフロージャパン企画は認定を得られず、実際に参入できなかった。
2015年11月27日、NOTTVは2016年6月30日にサービスを終了すると発表、予定通り同日に終了した。

### ISDB-T3
ISDB-T, 3rd generationの略で、4K地上放送の実現に向けて研究中の次世代の放送方式である。ISDB-T3に対応するIPベースの再多重化方式として放送MMT（MPEG Media Transport）が開発され、複数の4Kプログラムを1つのチャンネルに多重して送信するなど、チャンネルを効率的に利用することができる。

## 限定受信・再生・コピーワンス

### ISDB-T・ISDB-S
ARIB STD-B25「デジタル放送におけるアクセス制御方式」で規定。
WOWOW・スター・チャンネル・スカパー!は、有料放送視聴契約者のみ視聴できる様に暗号化されており、視聴にB-CASカードが必要になる（無料番組は暗号化されていないため契約者以外でも視聴できる）。
地上波・衛星放送においてはWOWOWは放送開始当初から（2003年11月から全面導入）、その他の民放BS・地上波とNHKは2004年4月5日以降、著作権保護を強化するためのコピー制御として録画管理、再生管理、放送内容の暗号化を解読するB-CASカードとコピーワンスが有効になっている。
そのためDVDレコーダーなどを使用して番組をDVDに記録する場合、記録型DVD向けの著作権保護技術「CPRM」に対応したDVD-R、DVD-RAM、DVD-RWを対応機種で使う場合を除いて記録はできない（DVDレコーダーによって特定の種類のDVDには録画・ムーブが不可等の制限もある）。
またムーブと呼ばれる機能がある機種ではHDDからDVDにダビングした場合、HDD側の番組は消去され、この機能が無い機種ではダビングそのものが出来ない。一方、VHSなどのアナログ機器（DVD・VHSレコーダー内蔵のVHS等を除く）は、アナログ映像出力を経由するため、影響を受けないので録画可能である。
ただし、アナログ信号・機器においてもCGMS-Aによりコピー制御の信号は除去されずに重畳・記録されるため、コピー制御対応機器に対してそのようなアナログ信号・媒体を入力とした場合にもコピー制御の影響を受けることはある。
コピーワンスでは、B-CASカードを差し込むことにより暗号が解除されるため、正規のテレビ受像機以外（コピーワンスの無い受信機では暗号解除できない）による受信を防いでいる。
しかしコピーワンスは導入以降、「1回限りのコピーでは厳しすぎる」「ムーブに失敗した場合、録画データが失われてしまう」などの批判・苦情が数多くあり、これらを反映して、北京オリンピック放送前の2008年（平成20年）7月4日から、地上波デジタル・BSデジタルの無料放送、一部のCSデジタル放送を対象に9回のコピーと1回のムーブを許容するダビング10が導入された。なお、ほとんどの有料放送では、従来通りのコピーワンスの運用が継続されている。

#### NHK
NHK BS放送では、受信機器（B-CAS）に同梱されている「はがき」などで、日本放送協会に個人情報を通知しなかった場合、最初の受信から約1か月後より、NHKへ電話等をするように促すメッセージが常時表示される（コピーワンス導入以前は、B-CASカードが差し込まれていない場合、B-CASカードが差し込まれていない事を注意するメッセージが表示された）。これは規格上、テレビ受像機で消せないものとなっている。

### ISDB-TSB
地上デジタルラジオにおいては、放送開始当初からコピーワンスが有効になっている。また運用規定で、録音した機器以外で再生することはできないように定められている。なおヘッドフォン出力端子やアナログのライン出力端子から出力した音声には、コピーガードは働かない。

## 録画機器
デジタルテレビジョン放送においては、ハイビジョン画質での録画ではデジタル放送をそのまま受信するため文字情報なども併せて録画される。デジタルチューナーが内蔵されていない機器とはチューナー（内蔵テレビ）のi.LINKで接続する。
- D-VHS
- HDD（デジタル放送対応 i.LINK）
- Blu-ray Disc（BDレコーダー）
- デジタルチューナー内蔵DVDレコーダー（ハイビジョン画質はHDD、AVCRECのみ）
- LAN接続されたパソコン用HDD（東芝32/37LZ150、REGZA-Z1000・Z2000シリーズ等の一部、録画した機器以外では再生できない）

## 対応パソコン
当初はメーカー製PCに留まっていたが、フリーオの登場で、Dpa（デジタル放送推進協会）が「PC用デジタル放送チューナのガイドライン」を策定した事により、2008年からバッファローやアイ・オー・データ機器等のパソコン周辺機器メーカーから、PC用デジタルチューナーが発売されている。ワンセグ受信チューナーはUSBやPCカードタイプが、多くのメーカーから発売されている。限定受信システム#パソコンでの限定受信システムも参照。

## 参考資料
- デジタル放送分野の国際競争力強化、首相官邸、2009年1月29日
- デジタル放送分野における諸外国への展開状況及び今後の取組について、総務省、2007年11月30日
- 「特集 進化する地上デジタル放送 - 3 ISDB-T」 (PDF) 、D-pa Journal Vol.05 WINTER 2007、社団法人デジタル放送推進協会